# Anna Cora Mowatt
Anna Cora Ogden, coiniugata Mowatt e, in seconde nozze, Ritchie (Bordeaux, 5 marzo 1819 – Londra, 21 luglio 1870) è stata una scrittrice, drammaturga e attrice teatrale francese naturalizzata statunitense.

## Biografia
Decima dei quattordici figli del mercante statunitense Samuel Gouveneur Ogden e di Eliza Lewis, Anna Cora nacque a Bordeaux e si trasferì negli Stati Uniti con la famiglia all'età di sei anni.
Il 6 ottobre 1834, all'età di quindici anni, fuggì con l'avvocato James Mowatt e, due anni dopo, pubblicò il suo primo romanzo, Pelayo, con lo pseudonimo di "Isabel". Oltre a scrivere articoli per periodici come Graham's Magazine e Godey's Lady's Book, scrisse un dramma in sei atti, Gulzara, pubblicato su The New World e, sotto lo pseudonimo di Henry C. Browning, pubblicò una biografia di Goethe, il romanzo The Fortune Hunter e il romanzo epistolare Evelyn.
Nel 1845 ottenne il successo con la commedia Fashion, accolta entusiasticamente dalla critica newyorchese dopo il debutto al Park Theatre di Manhattan. Nello stesso anno esordì sulle scene interpretando The Lady of Lyons al Park Theatre e negli anni successivi lavorò assiduamente a teatro, sia in veste di attrice che di drammaturga e commediografa, recitando anche sulle scene europee. Nel 1853, due anni dopo la morte del marito, pubblicò la sua autobiografia Autobiography of an Actress, mentre l'anno successivo si risposò con William Foushee Ritchie e diede l'addio alle scene, il 3 giugno 1854.
Dopo aver pubblicato i romanzi Mimic Life (1855) e Twin Roses (1857), si dedicò alla conservazione storica, raccogliendo fonti per preservare Mount Vernon, la residenza di George Washington. Nel 1860 lasciò il marito, si trasferì in Europa e tornò a dedicarsi alla scrittura, pubblicando i romanzi Muter Singer (1861) e Fairy Fingers (1865). Nel 1865 si trasferì in Inghilterra, dove scrisse The Clergyman's Wife, and Other Sketches nel 1867. Morì a Twickenham nel 1870 e fu sepolta al Kensal Green Cemetery accanto al primo marito.